# 染色 (生物学)
染色（せんしょく）とは、特定の生物組織、細胞、オルガネラなどに、特殊な色素を用いて色を付ける実験技術のこと。特に、顕微鏡での観察をより容易にするため、観察に先立って染色が行われることが多い。例えば、組織中の一つの細胞を顕微鏡で観察する場合、そのままでも形態の違いだけから結合組織中の細胞や、細胞中の細胞核を見分けることは可能であるが、あらかじめ細胞質や核を染色すればそれぞれの観察が容易になる。
染色の原理には、観察する標本に含まれている特徴的な生体分子（タンパク質、核酸、脂質、炭化水素など）に対して、特定の色素が強く結合する性質を利用したものや、特定の酵素と反応して発色する基質を用いたものなどがある。用いる色素が蛍光色素（主に生物由来物や蛍光染料）の場合、特に蛍光染色と呼ばれる。観察しようとする対象と目的に応じて、さまざまな色素を用いた染色法が考案され、利用されている。
染色は生物学や医学のさまざまな分野で幅広く利用されている。組織学や病理学の分野では、特定の疾患に伴って起きる、組織や細胞の形態的な変化の観察や、疾患の指標となる酵素やタンパク質の発現を確認するときなどに染色が用いられ、病気の診断などにも応用されている。微生物学の分野では、グラム染色などの染色法が、細菌の同定や形態観察に用いられている。一般的には微視的観察に用いられることが多いが、分類学や発生学の分野では、透明骨格標本の染色など、巨視的観察に用いられることもある。また生化学の分野では、生体から分離したタンパク質や核酸を電気泳動で分析するとき、これらの高分子を可視化するためにも利用されている。

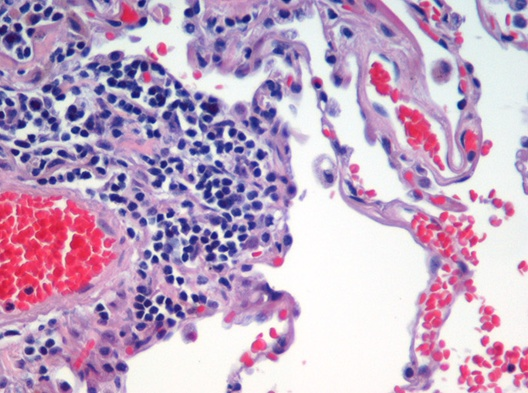
肺気腫患者の肺組織、ヘマトキシリンとエオシンで染色してある。

## in vitro染色
in vitro染色は生きていない細胞や組織に色を付ける。in vitroとは直訳すると「ガラスの中」を意味し、in vivo（生体内）と比較される。単独の染色よりも詳細を明らかにする為、複数の染色法を組み合わせて使うことがある。固定と標本準備の独特な手順と組み合わされて、これら基本的な技術は、一貫した再現性のある検査ツールとして利用できる。対比染色は見える細胞や主要な染色法で染まっていない細胞へ加えられる。例えばクリスタルバイオレット染色はグラム陽性菌のみを染めるグラム染色である。サフラニン対比染色はグラム陰性菌を同様に識別するために、全ての細胞を染めるために使われる。

### 標本
準備の段階は解析方法の様式に左右され、のちの過程の殆どにそれが要求される。
透過処理は細胞の弱い界面活性剤による処理をしばしば含む。この界面活性剤処理は細胞膜を溶解し細胞内へ大きな色素分子を入れる事を可能にする。
固定は細胞や組織の形を可能な限り保存するための数段階からなる。殆どの固定液（化学的な固定）はタンパク質と他の基質の間の化学結合を生成してそれらの硬さを増す。通常の固定液にはホルムアルデヒド、エタノール、メタノール、そしてまたはピクリン酸を含む。組織の欠片は力学的な強さと安定さを増して薄く切り刻むのを容易にするためにパラフィンへ埋め込まれる。
マウンティングでは通常は観察と解析のためにスライドガラスへサンプルを貼り付け。いくつかの場合では、細胞を直接スライドガラスの上で圧挫して伸展させる。互いに結合せず遊離した細胞（血液塗抹や婦人科擦過細胞塗抹の場合）では、検体は直接スライドの上に置かれる。小さな個体や組織はそのままマウントすることがしばしばあり、これはホールマウント (whole mount) という。より大きな組織片では、薄い切片をミクロトームを用いて作る。これらの組織片はこうして切片にすることによってマウンティングと検査が可能となる。

### 代表的な染色法
その最も単純なものは、スライドガラス上に固定した標本を染色液（色素の溶液）に浸し、過剰な染色液を洗い流した後で観察する。いくつかの染色法では、染色した色素を不溶化するため、洗浄する前に媒染剤を使用する必要がある。

#### グラム染色
グラム染色（Gram staining）は細菌がグラム陽性か陰性かを決定するために使用される。クリスタルバイオレットやゲンチアナバイオレットで染色し、ヨウ素溶液で媒染した後、アルコールで脱色し、その後フクシンまたはサフラニンで対比染色を行う。
グラム陽性菌は暗い青や青紫に染まり、グラム陰性菌は対比染色によって赤やピンクに染まる。この分類は細菌の細胞壁の構成に基づいている。グラム陽性菌の細胞壁が単純で厚いペプチドグリカン層から形成されているのに対し、グラム陰性菌の細胞壁はペプチドグリカン層は薄く、リポ多糖などの脂質を多く含んだ外膜で覆われている。このためグラム陰性菌の細胞壁はアルコールによって破壊されやすく、最初に染色したクリスタルバイオレット-ヨウ素複合体が容易に溶出して脱色される。

#### チール・ネールゼン染色
チール・ネールゼン染色（Ziehl-Neelsen stain、誤って英語風に「チール・ニールセン染色」と読まれることがある。チール医師もネールゼン医師もドイツ人である。）は、グラム染色のような、標準的な検査室の染色手法では染まらない、結核菌、非結核性抗酸菌などの染色に用いられる。
菌体を赤いカルボールフクシンで、背景をメチレンブルーやマラカイトグリーンなどで染める。

#### ヘマトキシリン・エオシン染色
ヘマトキシリン・エオシン染色（HE染色、H&E染色）は組織学で組織薄片をみるのによく使われている。ヘマトキシリンは青紫色の色素であり、これに染まる組織をヘマトキシリン好性あるいは好塩基性という。具体的には細胞核、骨組織、軟骨組織の一部、漿液成分などである。エオシンは赤～ピンクの色素であり、これに染まる組織をエオジン好性あるいは好酸性という。具体的には細胞質、軟部組織の結合組織、赤血球、線維素、内分泌顆粒などである。特に赤血球はエオシンを強く吸収して、明るい赤に染まる。青藍色に染まることもある。
エオシンはエオジンとも。

#### マッソン・トリクローム
マッソン・トリクローム（Masson's trichrome）は3色染めの手順である。そのレシピはマッソンの最初の異なった特有の利用法から発展したものだが、全てが周囲の結合組織から細胞を見分けるのに適している。殆どのレシピは、扁平上皮細胞のケラチン、筋細胞の筋原繊維、線維素を赤くし、コラーゲン基質と骨基質を青や緑に染め、大抵の細胞の細胞質を明るい赤に、細胞核を黒く染める。

#### ロマノフスキー染色
ロマノフスキー染色（Romanowsky stains）は還元したエオシンとメチレンブルー（時にその酸化物であるアズールAとアズールBを含む）の組み合わせを全て基本とする。この仲間にはライト染色（Wright's stain）、ジェンナー染色（Jenner's stain）、リーシュマン染色（Leishman stain）、ギムザ染色（Giemsa stain）、メイ・ギムザ染色（May-Giemsa stain）がある。
全て骨髄生検や骨髄穿刺液・末梢血液塗沫の検体を診るのに使われる。異なった種類の白血球を容易に区別できるためこれらのやり方はH&E染色よりも好まれる。また、これら全てはマラリアの様な血液の寄生虫を検出するにも向いている。

#### 銀染色
銀染色（ぎんせんしょく）は組織切片またはポリアクリルアミドゲル電気泳動等により分離した蛋白質や核酸を銀で染める方法である。銀イオンを蛋白またはDNAに結合させ、ホルマザンで還元して金属銀にする。銀鏡反応の応用である。この方法は細胞内外に存在する好銀性タンパク質（例えばタイプIIIコラーゲン。低分化な悪性腫瘍が上皮性のものであるか否かの鑑別に役立つ）やDNAを見るためには特に重要である。また、温度勾配ゲル電気泳動にも銀染色が使われる。鍍銀染色（とぎんせんしょく）とも呼ばれる。

#### パス染色（PAS染色）（PAS反応）
過ヨウ素酸シッフ反応とも呼ばれる。主に糖原を染める染色であり、細胞質内糖原顆粒、アポクリン腺などからの分泌物、細菌や寄生虫などの生体内異生物、ケラトヒアリン顆粒などがPAS反応陽性とされる。また、膠原線維、血管内皮などはPAS反応弱陽性である。病理組織学的には細胞内異生物の検出、グリコーゲン変性の証明、血管内皮の検出などに用いられる。

#### コンゴーレッド染色（Congo-red染色）
コンゴーレッド染色は、アミロイド等を染色する。

#### ズダンIII染色
組織内の脂肪成分を染め出す染色。中性脂肪を橙黄色に染色する。ホルマリン・パラフィンブロックから組織を作成する場合、その過程で脂肪成分は遊出してしまう。そのため、ズダンIII染色は凍結切片を用いなければならない。

#### パパニコロー染色
パパニコロー染色は、喀痰、尿などを採取し、悪性腫瘍細胞や感染症などを同定する方法で、核はヘマトキシリン、細胞質はオレンジG、ライトグリーン、エオジン、類脂質はビスマルクブラウンで染める。細胞診で多く用いられている。

#### 導電染色
電子顕微鏡で観察を行う際に重要な、導電特性の付与を狙った処理。

## in vivo染色
in vivo染色は生きた組織を染色する過程で、in vivoは「生体内」を意味する（in vitro染色との比較）。細胞や構造の色を対比させることでそれらの形態や細胞または組織内での位置を容易に見て研究する事ができる。通常の目的は他の方法では明らかにならなかった細胞学的詳細を明らかにすることであるが、染色は特定の化学物質や特異的な化学反応が細胞や組織の中で起こっているのを明らかにしうる。
しばしばそれらの染色は生体染色と呼ばれ、細胞が生きている内に色素が生体内へ取り込まれる。しかしこれらの色素は多くの生物にとっては、やはり毒であるので、望む効果を出すには色素を非常に薄めて、1:5,000~1:500,000の範囲で使用しなければならない (Howey, 2000) 。in vivo用の多くの染色法が 、色素の使用濃度を変えれば生きている細胞と死んだ細胞のどちらにも使える。

## 代表的な染色用色素
染色に用いられる色素（染色剤、染色薬）にはさまざまなものが知られている。これらは、それぞれ細胞や組織の異なった部分に反応・集中し、それらの性質の違いは特定の部位を明らかにする事に役立つ。よく知られている染色剤を下へ示した。特に断わりがない場合、その色素はすべて固定された細胞と組織に使用され、生体色素である（生きている生物へ使うのに適している）ことは記述した。

### ビスマルクブラウン
ビスマルクブラウン（Bismarck brown、Bismarck brown YまたはManchester brownとも）は酸性ムチンを黄色くする。生きた細胞に使用できる。

### カーミン
カーミン (Carmine) はグリコーゲンを強く赤に染める染料である一方で、アルミニウムを媒染剤として使用すると核を染める。

### クマシーブルー
クマシーブルー（Coomassie blue、またはCoomassie brilliant blue, CBB）はタンパク質を非特異的に強い青に染める。R-250とG-250の二種類がよく用いられる。R-250は各種の電気泳動後、タンパク質の位置を検出するのに用いられる。簡便なタンパク質染色法であるため多用されるが、感度は銀染色よりも大幅に劣る。G-250はタンパク質と結合すると色が赤から青に変化するため、差スペクトルからタンパク質を定量することにも用いられる（Bradford法）。

### クリスタルバイオレット
クリスタルバイオレットは適切な媒染剤と組み合わせると細胞壁を紫にする。グラム染色に不可欠な色素である。

### DAPI
DAPIは蛍光性のDNAと結合する核染色で、紫外線に励起されて強い青の蛍光を出す。DAPIは通常の透過顕微鏡では見る事が出来ない。生きた細胞と固定された細胞で使用できる。

### エオシン
エオシン（eosin）はヘマトキシンの対比染色に最もよく用いられ、細胞質、細胞膜、一部の細胞外構造をピンクや赤に染める。これは赤血球には強い赤色を与える。エオシンはグラム染色の対比染色や他の多くの手順にも使う事ができる。二つの非常に近縁な化合物がエオシンと呼ばれている。よく使われているのはエオシンY（eosin yellowish, eosin Y ws）で、非常に薄く黄色がかった種類である。もうひとつのエオシンがエオシンB（eosin bluishまたはimperial red）で、非常に幽かに青みがかった種類である。二つの染料には互換性があり、どちらを使うかは好みと伝統の問題である。

### 臭化エチジウム
臭化エチジウム (ethidium bromide) はDNAに挿入されて、赤橙色の蛍光を放つ。しかしこれは健康な細胞を染めることはできず、膜の透過性の高い、アポトーシスの最終段階にある細胞を検出するのに使われる。結果的に、臭化エチジウムは細胞群の中のアポトーシスとゲル電気泳動でのDNAの位置を示すマーカーとして使われる。

### フクシン
フクシン (fuchsine) はコラーゲン、平滑筋、ミトコンドリアなどの染色へ使う事ができる。これはよくマッソン・トリクロームの一部として使用される。フクシンは塩基性と酸性が存在し、PAS反応には塩基性フクシンが用いられる。

### ヘマトキシリン
ヘマトキシリン（英語：haematoxylin [英], hematoxylin [米]）は核を青紫または茶色に染色し、媒染剤（英語：mordant）が必要である。組織学で共通して使われる方法の一つであるヘマトキシリン・エオシン染色においてエオシンと共にいつも使用される。ヘマトキシリン色素で核を静紫色に、エオシン色素で細胞質を赤黄色に染色することで、ホルマリン固定パラフィン包埋された組織の薄切標本を染色する方法が、全世界的に普及している。
光学顕微鏡（英語：light microscope）を用いた組織学的研究や、病理診断などで最も一般的に用いられている染色法であり、染色法の頭文字をとってHE染色（エイチ・イー染色）とも略称される。またヘマトキシリン染色は免疫組織化学（同義語：免疫染色）を行った後の核染色（対比染色とほぼ同意）にも広く用いられる。

### Hoechst染色
Hoechst 33258とHoechst 33342は近縁の蛍光色素である。DNAと結合して強い蛍光を放つが透過光の元では見えない。この二つの化合物は機能が非常に似通っている。

### ヨウ素
ヨウ素はデンプンの指示薬として使われる化学物質である。溶液にデンプンとヨウ素があると、強烈な暗い青色のデンプン・ヨウ素複合体が出現する。デンプンは殆どの植物細胞に共通の物質であり、薄いヨウ素溶液が細胞に存在するデンプンを染める。グラム染色として知られる、微生物学の技術にヨウ素は使われている。
ルゴール液 (IKI)は、細胞核をはっきり見えるようにするために使え、茶色の溶液がデンプンの存在で黒く変わる。

### マラカイトグリーン
マラカイトグリーン（malachite green, diamond green Bまたはvictoria green Bとしても知られる）は細菌へのヒメネス染色において青緑の対比染色をサフラニンに対して使える。また、これは芽胞を直接染色するのにも用いられる。

### メチルグリーン
メチルグリーン (methyl green) はクリスタルバイオレットと近縁の化学物質である

### メチレンブルー
メチレンブルー (methylene blue) はヒトの頬の細胞などの動物細胞に使われ、核を見やすくする。

### ニュートラルレッド
ニュートラルレッド（neutral redまたはtoluylene red）は核を赤く染める。対比染色によく使われる。

### ナイルブルー
ナイルブルー（nile blueまたはNile blue A）は核を青く染める。生きた細胞へ使用できる。

### ナイルレッド
ナイルレッド（nile red、nile blue oxazoneとしても知られる）はナイルブルーを硫酸と煮る事で作られる。
ナイルレッドは親油性の色素で、細胞内の油滴に貯蔵されてそれらを赤く染める。生きた細胞へ使用可能。

### ローダミン
ローダミン (rhodamine) は蛍光染料である。

### サフラニン
サフラニン（Safranin、またはサフラニンO）は核を赤く染色し、対比染色へよく使用される。また、コラーゲンを黄色く染める。

### アリザリンレッドS
アリザリンレッドS（alizarin red S）は金属イオンのような陽イオンと結合し、赤く発色する。そのため、硬骨組織のようなカルシウムイオンの沈着部位を染色するのに用いられる。

### アルシアンブルー
アルシアンブルー（英語：Alcian blue）はフタロシアニン色素の一種である。粘液（厳密にはムコ物質、ムチン）を染める組織染色法としてSteedman（1950年）が導入した色素である。他のムチン染色に比較して簡便で染色時間も30分以内と短いのが特徴である。アルシアンブルー分子の中心には銅が結合しているためcopper phthalocyaninという化学構造を有している。水溶性を増すために化学的な修飾が施されている。現在、染色に用いられている色素はSteedmanらが使用したAlcian blue 8GSから進化した8GXという色素が普及している。
現在ではシアル化されたムコ物質（シアロムチン）、硫酸基を有するムコ物質（スルホムチン）、軟骨や線維性結合織に含まれるコンドロイチン硫酸、ヘパラン硫酸、デルマタン硫酸、ヒアルロン酸のような酸性ムコ多糖類を特異的に染色するために用いられる。色素が結合した部位は青藍色に鮮やかに染色される。

### アザン・マロリー染色
膠原線維を青く染める。筋組織を赤く染める。

### ワンギーソン染色
膠原線維を赤く染める。筋組織を黄色く染める。

### ムチカルミン染色
粘液を赤く染める。